# Борг, Бьорн
Бьорн Руне Борг (швед. Björn Rune Borg, слушатьо файле; род. 6 июня 1956, Стокгольм) — шведский профессиональный теннисист, бывшая первая ракетка мира. 11-кратный победитель турниров Большого шлема (6 раз Открытого чемпионата Франции и 5 раз Уимблдонского турнира) в одиночном разряде, трёхкратный победитель итоговых турниров туров Гран-при и World Championship Tennis, обладатель Кубка Дэвиса (1975) в составе сборной Швеции. Член Международного зала теннисной славы с 1987 года.

## Игровая карьера
Бьорн Борг родился в 1956 году в промышленном пригороде Стокгольма Сёдертелье. Свою первую теннисную ракетку мальчик получил в восьмилетнем возрасте, когда его отец выиграл турнир по настольному теннису и позволил сыну выбрать один из предлагаемых призов. Бьорн влюбился в теннис, по собственным словам, «с первого мяча, по которому нанёс удар», и начал часами практиковаться перед гаражной дверью. Его родители, не планировавшие для сына спортивной карьеры, не заставляли мальчика тренироваться — это стало его личным решением. Уже тогда Бьорн начал мечтать о выступлениях за сборную Швеции в Кубке Дэвиса.
К 13 годам Бьорн обыгрывал лучших 18-летних теннисистов Швеции того периода. Он выработал манеру игры, основанную на обмене дальними ударами с задней линии, сильно закручивая мяч как справа, так и слева (этот кручёный удар стал главным оружием в арсенале шведа, натягивавшего струны на своих ракетках сильней, чем любой из соперников). Его подача поначалу не была особо впечатляющей, а выходы к сетке — и, соответственно, игру на быстрых травяных кортах — затруднял тот факт, что швед использовал европейский хват ракетки и двуручный бэкхенд, при котором держал ракетку, как хоккейную клюшку. Тем не менее способность юноши перемещаться по корту привлекла внимание специалистов. В 1971 году, когда Бьорну было 15 лет, с ним начал работать опытный тренер Леннарт Бергелин. Уже на следующий год Борг выиграл престижный международный юношеский турнир Orange Bowl в возрастной категории до 18 лет, переиграв в финале американца Витаса Герулайтиса. После этого Бергелин, в это время бывший капитаном сборной Швеции в Кубке Дэвиса, включил своего подопечного в её состав. В своём первом матче за сборную 16-летний Бьорн, один из самых молодых игроков за всю историю турнира, победил в пяти сетах опытного соперника из Новой Зеландии Онни Паруна.

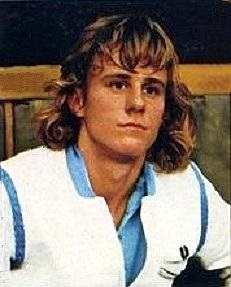
1974 год

В 1973 году Борг впервые выступил на Уимблдонском турнире, где уже был посеян под 6-м номером, но проиграл в четвертьфинале в пяти сетах хозяину корта Роджеру Тейлору. Весной следующего года, незадолго до своего 18-летия, он стал самым молодым на тот момент победителем Открытого чемпионата Италии, а спустя две недели — самым молодым победителем Открытого чемпионата Франции. В финале на «Ролан Гаррос» швед, проигрывая 2:0 по сетам опытному Мануэлю Орантесу, выиграл три следующих сета с разгромным счётом, отдав сопернику всего два гейма. Борг оставался самым юным победителем Открытого чемпионата Франции до 1982 года, когда его рекорд побил другой швед — Матс Виландер. Позже в том же году он также стал самым молодым победителем в истории чемпионата США среди профессионалов, победив в финале Тома Оккера; этот рекорд продержался до 1984 года, когда его побил 16-летний Аарон Крикстейн.
Борг, за свою невозмутимость на корте прозванный «Ледяным» (англ. Ice Man), во второй раз подряд выиграл Открытый чемпионат Франции в 1975 году, уже будучи посеян на нём под первым номером, а завершил сезон в 19 лет как обладатель Кубка Дэвиса в составе шведской сборной. К этому моменту он одержал в Кубке Дэвиса 19 побед в одиночном разряде подряд, в том числе в обеих своих играх в финале (добавив к ним также победу в парном разряде с Уве Бенгтсоном), и Швеция с его помощью стала всего лишь пятой страной за 75-летнюю историю Кубка Дэвиса, завоевавшей этот трофей (после «Большой четвёрки» — США, Великобритании, Австралии и Франции).

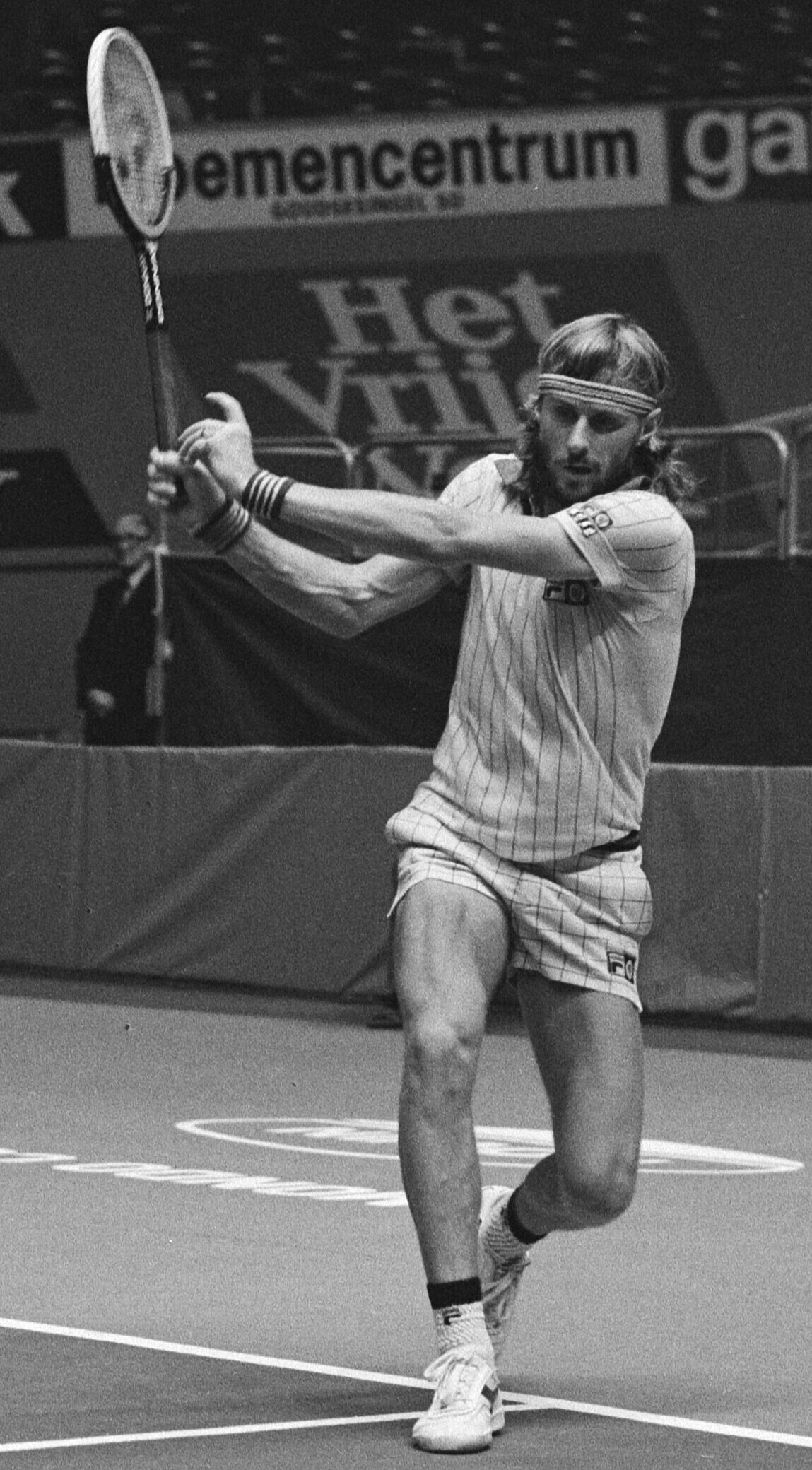
1979 год

В 1976 году Борг в 20 лет и 1 месяц выиграл первый за карьеру Уимблдонский турнир, в финале не отдав ни одного сета Илие Настасе. После матча румын так отозвался о игре соперника: «Мы играем в теннис, а он играет во что-то другое». Борг оставался самым молодым победителем Уимблдонского турнира в Открытой эре, пока в 1985 году титул не завоевал 17-летний Борис Беккер. Борг затем побеждал на Уимблдоне ещё четыре раза подряд, дважды победив Джимми Коннорса, а затем Роско Таннера и, наконец, Джона Макинроя. В его матче 1980 года против Макинроя тай-брейк в четвёртом сете продолжался 34 розыгрыша до счет 18-16, и за это время швед не реализовал пять матчболов и спас шесть сетболов, прежде чем молодой американец сумел выиграть сет, сравняв счёт в матче. В пятом сете, однако, Борг оказался сильней. По ходу турнира 1980 года он побил уимблдонский рекорд Рода Лейвера по количеству одержанных подряд побед в мужском одиночном разряде (31 победа), а на пути в финал 1981 года довёл серию побед на Уимблдоне до 41 (женский рекорд — 50 побед подряд — принадлежит Хелен Уиллз-Муди). Параллельно с успехами на Уимблдоне Борг не менее успешно выступал на Открытом чемпионате Франции, с 1978 по 1981 год выиграв этот турнир четыре раза подряд и установив новые рекорды по победам (6) и выигранным подряд матчам (28). К этим результатам швед добавил две победы на турнире Мастерс — итоговом турнире года по версии Ассоциации теннисистов-профессионалов — в 1979 и 1980 годах.
После выигрыша Открытого чемпионата Франции 1981 года Борг был рекордсменом Открытой эры по суммарному количеству титулов на турнирах Большого шлема, и казалось, что ему предстоит побить и общий рекорд, принадлежавший на тот момент Рою Эмерсону и составлявший 12 чемпионских званий. Однако к этому моменту достиг своего пика Джон Макинрой. Он обыграл шведа в финале Открытого чемпионата США 1980 года, а на следующий год остановил его как на Уимблдоне, так и во второй раз подряд в Нью-Йорке. После второго поражения от Макинроя на Открытом чемпионате США Борг потерял и первое место в рейтинге ATP, уступив его победителю. После этого за весь остаток игровой карьеры он выиграл только два матча — на пути в четвертьфинал турнира в Монте-Карло в 1982 году. За 1982 год Борг восемь раз проигрывал в первом круге, в 1983 — три и 23 января 1983 года в возрасте 26 лет объявил о завершении карьеры. За 1970-е и начало 1980-х годов он сыграл в 88 финалах в одиночном разряде, завоевав в них 62 титула и заработав более 3,6 миллиона долларов; в составе сборной Швеции Борг победил в 33 встречах Кубка Дэвиса подряд в одиночном разряде.
В начале 1990-х годов Борг сделал попытку вернуться в профессиональный теннис. За три сезона ему не удалось выиграть ни одного матча, и после поражения в первом круге Кубка Кремля 1993 года от Александра Волкова (где по ходу матча шведу не удалось реализовать матчбол) он окончательно ушёл из большого спорта.

## Достижения
Профессионал с 1973 года. Первая ракетка мира с 23 августа 1977 года, сохранял этот титул (с перерывами) в течение 109 недель. Восемь лет подряд выигрывал как минимум один турнир Большого шлема за сезон.
Лучшие результаты в турнирах Большого шлема:
- Шестикратный чемпион Открытого чемпионата Франции (1974, 1975, 1978, 1979, 1980, 1981) в одиночном разряде
- Пятикратный чемпион Уимблдона (1976, 1977, 1978, 1979, 1980) в одиночном разряде
- Финалист Открытого чемпионата США (1976, 1978, 1980, 1981) в одиночном разряде
- Победитель Кубка Мастерс в 1979 и 1980 годах
- Обладатель Кубка Дэвиса в составе сборной Швеции в 1975 году.

Незадолго до своего восемнадцатилетия он стал самым молодым победителем Открытого чемпионата Италии, а через две недели самым молодым победителем Открытого чемпионата Франции. В 1987 году имя Бьорна Борга включено в списки Международного зала теннисной славы. На грунтовых кортах швед выиграл 93 % своих матчей, на травяных — 89 % и на хардовых — 85 %; все эти результаты остаются в списке лучших достижений в истории профессионального тенниса.

## Финалы турниров Большого шлема за карьеру

### Одиночный разряд (11-5)
| Результат | Год  | Турнир                         | Покрытие | Соперник в финале | Счёт в финале           |
| --------- | ---- | ------------------------------ | -------- | ----------------- | ----------------------- |
| Победа    | 1974 | Открытый чемпионат Франции     | Грунт    | Мануэль Орантес   | 2-6, 6-7, 6-0, 6-1, 6-1 |
| Победа    | 1975 | Открытый чемпионат Франции (2) | Грунт    | Гильермо Вилас    | 6-2, 6-3, 6-4           |
| Победа    | 1976 | Уимблдонский турнир            | Трава    | Илие Настасе      | 6-4, 6-2, 9-7           |
| Поражение | 1976 | Открытый чемпионат США         | Грунт    | Джимми Коннорс    | 4-6, 6-3, 6-7, 4-6      |
| Победа    | 1977 | Уимблдонский турнир (2)        | Трава    | Джимми Коннорс    | 3-6, 6-2, 6-1, 5-7, 6-4 |
| Победа    | 1978 | Открытый чемпионат Франции (3) | Грунт    | Гильермо Вилас    | 6-1, 6-1, 6-3           |
| Победа    | 1978 | Уимблдонский турнир (3)        | Трава    | Джимми Коннорс    | 6-2, 6-2, 6-3           |
| Поражение | 1978 | Открытый чемпионат США         | Хард     | Джимми Коннорс    | 4-6, 2-6, 2-6           |
| Победа    | 1979 | Открытый чемпионат Франции (4) | Грунт    | Виктор Печчи      | 6-3, 6-1, 6-7, 6-4      |
| Победа    | 1979 | Уимблдонский турнир (4)        | Трава    | Роско Таннер      | 6-7, 6-1, 3-6, 6-3, 6-4 |
| Победа    | 1980 | Открытый чемпионат Франции (5) | Грунт    | Витас Герулайтис  | 6-4, 6-1, 6-2           |
| Победа    | 1980 | Уимблдонский турнир (5)        | Трава    | Джон Макинрой     | 1-6, 7-5, 6-3, 6-7, 8-6 |
| Поражение | 1980 | Открытый чемпионат США         | Хард     | Джон Макинрой     | 6-7, 1-6, 7-6, 7-5, 4-6 |
| Победа    | 1981 | Открытый чемпионат Франции (6) | Грунт    | Иван Лендл        | 6-1, 4-6, 6-2, 3-6, 6-1 |
| Поражение | 1981 | Уимблдонский турнир            | Трава    | Джон Макинрой     | 6-4, 6-7, 6-7, 4-6      |
| Поражение | 1981 | Открытый чемпионат США         | Хард     | Джон Макинрой     | 6-4, 2-6, 4-6, 3-6      |

## Финальные турниры туров Гран-при и WCT за карьеру

### Одиночный разряд (3-5)
| Результат | Год  | Турнир              | Покрытие | Соперник в финале | Счёт в финале      |
| --------- | ---- | ------------------- | -------- | ----------------- | ------------------ |
| Поражение | 1974 | Итоговый турнир WCT | Ковёр(i) | Джон Ньюкомб      | 6-4, 3-6, 3-6, 2-6 |
| Поражение | 1975 | Итоговый турнир WCT | Ковёр(i) | Артур Эш          | 6-3, 4-6, 4-6, 0-6 |
| Поражение | 1975 | Мастерс             | Ковёр(i) | Илие Настасе      | 2-6, 2-6, 1-6      |
| Победа    | 1976 | Итоговый турнир WCT | Ковёр(i) | Гильермо Вилас    | 1-6, 6-1, 7-5, 6-1 |
| Поражение | 1977 | Мастерс             | Ковёр(i) | Джимми Коннорс    | 4-6, 6-1, 4-6      |
| Поражение | 1979 | Итоговый турнир WCT | Ковёр(i) | Джон Макинрой     | 5-7, 6-4, 2-6, 6-7 |
| Победа    | 1979 | Мастерс             | Ковёр(i) | Витас Герулайтис  | 6-2, 6-2           |
| Победа    | 1980 | Мастерс (2)         | Ковёр(i) | Иван Лендл        | 6-4, 6-2, 6-2      |

## Участие в финальных матчах Кубка Дэвиса
| Результат  | Год  | Место проведения  | Команда                      | Соперник                                    | Счёт |
| ---------- | ---- | ----------------- | ---------------------------- | ------------------------------------------- | ---- |
| Победа (1) | 1975 | Стокгольм, Швеция | Швеция: У. Бенгтсон, Б. Борг | Чехословакия И. Гребец, В. Зедник, Я. Кодеш | 3-2  |

## Жизнь после завершения карьеры

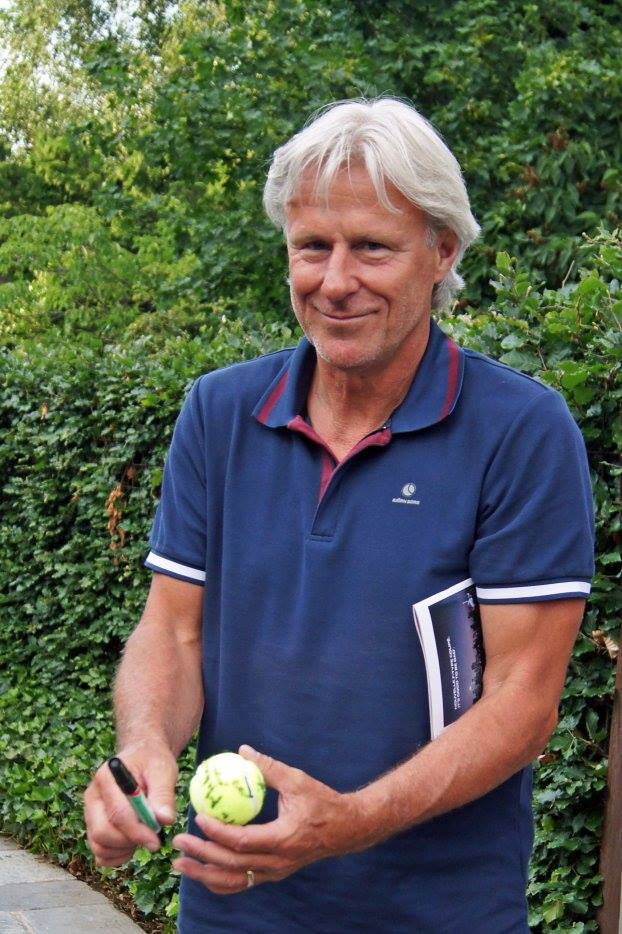
2014 год

Личная жизнь спортсмена стала достоянием общественности, когда его первый брак с теннисисткой Марианой Симьонеску закончился разводом, после публикации сообщения о рождении внебрачного сына Борга от модели Яники Бьорлинг — Робина. 
Далее последовал ещё один неудачный брак с итальянской певицей Лореданой Берте (1989-93). 
С нынешней супругой Патрицией Остфельд Бьорн Борг имеет сына.
Бьорн Борг занимается предпринимательской деятельностью, владеет собственной торговой маркой Fila Bjorn Borg.
В 1987 году имя Борга было включено в списки Международного зала теннисной славы.
В 2003 году Бьорн Борг перешёл в ветеранский тур, где вновь может бороться с противниками своей молодости — Джоном Макинроем, Джимми Коннорсом.
Бывший друг и менеджер Борга Ларс Скарке написал книгу о нём — «Победитель теряет все». О противостоянии Бьорна Борга и Джона Макинроя на Уимблдонском турнире 1980 года снят художественный фильм «Борг/Макинрой». В роли Бьорна Борга в детстве в этом фильме снялся его сын Лео.